# Penthalodidae
Famille
Les Penthalodidae sont une famille d'acariens.

## Liste des genres
- Callipenthalodes Qin, 1998
- Penthalodes Murray, 1877 synonymes Penthaleus Berlese, 1891 & Chromotydeus Berlese, 1901
- Stereotydeus Berlese in Berlese & Leonardi 1901
- Tectopenthalodes Trägårdh, 1907

## Référence
- Thor, 1933 : Über die prostigmatische Familie : Eupodidae C. L. Koch 1842 und über die Teilung dieser Familie, mit Definitionen der neuen Familien. Zoologischer Anzeiger, vol. 101, p. 271–277.